# Hakkaku Tsuyoshi
Tsuyoshi Hakkaku (sinh ngày 20 tháng 4 năm 1985) là một cầu thủ bóng đá người Nhật Bản.

## Sự nghiệp câu lạc bộ
Tsuyoshi Hakkaku đã từng chơi cho Yokohama FC và Giravanz Kitakyushu.